# Aqua / Aria / Arena
Aqua / Aria / Arena es un álbum recopilatorio de la banda británica de rock progresivo Asia y fue publicado en 2000.
Este compilado de tres discos, los cuales son réplicas de los álbumes de estudio Aqua , Aria y Arena, todos lanzados originalmente en los años '90 por la discográfica InsideOut Music. Cabe mencionar que no son copias de las versiones originales, sino de las reediciones de dichos álbumes, por lo tanto incluyen los temas «Little Rich Boy» y «Obsession» (Aqua), «Reality» (Aria) y «That Season» (Arena).

## Lista de canciones

### Disco uno - Aqua
| Side one |                           |                                          |          |  |
| N.º      | Título                    | Escritor(es)                             | Duración |  |
| 1.       | «Aqua Pt. 1»              | Geoff Downes / John Payne                | 2:27     |  |
| 2.       | «Who Will Stop The Rain?» | Downes / Johnny Warman / Jane Woolfenden | 4:35     |  |
| 3.       | «Back In Town»            | Downes / Payne                           | 4:09     |  |
| 4.       | «Love Under Fire»         | Downes / Greg Lake                       | 5:15     |  |
| 5.       | «Someday»                 | Downes / Warman                          | 5:48     |  |
| 6.       | «Little Rich Boy»         | Downes / Payne                           | 4:37     |  |
| 7.       | «The Voice of Reason»     | Downes / Payne                           | 5:37     |  |
| 8.       | «Lay Down Your Arms»      | Downes / Payne / Grant Hart              | 4:14     |  |
| 9.       | «Crime of Your Heart»     | Downes / Warman                          | 5:57     |  |
| 10.      | «A Far Cry»               | Downes / Payne / Hart                    | 5:30     |  |
| 11.      | «Don't Call Me»           | Downes / Warman                          | 4:55     |  |
| 12.      | «Heaven on Earth»         | Payne / Andy Nye                         | 4:54     |  |
| 13.      | «Aqua Pt. 2»              | Downes / Payne                           | 2:14     |  |
| 14.      | «Obsession»               | Payne / Steve Rodford                    | 4:57     |  |

### Disco dos - Aria
| Side one |                                |                      |          |  |
| N.º      | Título                         | Escritor(es)         | Duración |  |
| 1.       | «Anytime»                      | Downes / Payne       | 4:57     |  |
| 2.       | «Are You Big Now?»             | Downes / Payne       | 4:07     |  |
| 3.       | «Desire»                       | Downes / Payne / Nye | 5:20     |  |
| 4.       | «Summer»                       | Downes / Payne       | 4:06     |  |
| 5.       | «Sad Situation»                | Downes / Payne       | 3:59     |  |
| 6.       | «Don't Cut the Wire (Brother)» | Downes / Payne       | 5:19     |  |
| 7.       | «Feels Like Love»              | Downes / Payne       | 4:49     |  |
| 8.       | «Remembrance Day»              | Downes / Payne       | 4:18     |  |
| 9.       | «Enough's Enough»              | Downes / Payne       | 4:37     |  |
| 10.      | «Military Man»                 | Downes / Payne       | 4:10     |  |
| 11.      | «Aria»                         | Downes / Payne / Nye | 5:37     |  |
| 12.      | «Reality»                      | Downes / Payne       | 4:29     |  |

### Disco tres - Arena
| Side one |                          |                                                   |          |  |
| N.º      | Título                   | Escritor(es)                                      | Duración |  |
| 1.       | «Into the Arena»         | Downes / Payne / Elliott Randall / Tomoyasu Hotei | 3:00     |  |
| 2.       | «Arena»                  | Downes / Payne / Andrew Herod                     | 5:16     |  |
| 3.       | «Heaven»                 | Downes / Payne                                    | 5:17     |  |
| 4.       | «Two Sides of the Moon»  | Downes / Payne                                    | 5:22     |  |
| 5.       | «The Day Before the War» | Downes / Payne                                    | 9:08     |  |
| 6.       | «Never»                  | Downes / Payne                                    | 5:31     |  |
| 7.       | «Falling»                | Downes / Payne                                    | 4:57     |  |
| 8.       | «Words»                  | Downes / Payne                                    | 5:18     |  |
| 9.       | «U Bring Me Down»        | Downes / Payne / Aziz Ibrahim                     | 7:07     |  |
| 10.      | «Tell Me Why»            | Downes / Payne                                    | 5:14     |  |
| 11.      | «Turn It Down»           | Downes / Payne / Michael Sturgis                  | 4:28     |  |
| 12.      | «Bella Nova»             | Downes / Payne                                    | 3:12     |  |
| 13.      | «That Season»            | Downes / Payne                                    | 4:50     |  |

## Formación

### Disco uno
- John Payne — voz principal y bajo
- Geoff Downes — teclados y coros
- Carl Palmer — batería y percusiones
- Steve Howe — guitarra
- Al Pitrelli — guitarra
- Simon Phillips — batería
- Anthony Glynne — guitarra
- Scott Gorham — guitarra
- Mats Johanson — guitarra

### Disco dos
- John Payne — voz principal y bajo
- Geoff Downes — teclados y coros
- Al Pitrelli — guitarra
- Mike Sturgis — batería

### Disco tres
- John Payne — voz principal, bajo eléctrico, y guitarra acústica (en las canciones 5 y 13)
- Geoff Downes — teclados y coros
- Elliott Randall — guitarra líder (en las canciones 2, 4, 6, 7, 10, 11 y 13) y guitarra acústica (en las canciones 1 y 3)
- Aziz Ibrahim — guitarra líder (en las canciones 5 y 9), guitarra acústica (en la canción 8) y guitarra rítmica (en las canciones 3, 4, 6, 8, 10 y 11)
- Michael Sturgis — batería
- Tomoyasu Hotei — guitarra líder (en la canción 1)
- Luis Jardim — percusiones (en las canciones 1, 2, 4 y 13)